# جورجيا بارنت
جورجيا بارنت (بالإنجليزية: Georgia Barnett)‏ هي لاعب هوكي الحقل نيوزيلندية، ولدت في 27 أغسطس 1994 في بالميرستون نورث في نيوزيلندا.